# Szajbówka
Szajbówka (ukr. Шайбівка, Szajbiwka) – wieś na Ukrainie, w obwodzie tarnopolskim, w rejonie tarnopolskim (do 2020 brzeżańskim). W 2001 roku liczyła 217 mieszkańców.